# Нолаоя
Нолаоя — река в России, протекает в по территории Луусалмского сельского поселения Калевальского района Карелии. Впадает в озеро Нолаярви, которое сообщается с озеро Верхним Куйто. Длина реки — 12 км.

## Данные водного реестра
По данным государственного водного реестра России относится к Баренцево-Беломорскому бассейновому округу, водохозяйственный участок реки — Кемь от истока до Юшкозерского гидроузла, включая озёра Верхнее, Среднее и Нижнее Куйто. Речной бассейн реки — бассейны рек Кольского полуострова и Карелии, впадает в Белое море.